# Zam (Romênia)
Zam é uma comuna romena localizada no distrito de Hunedoara, na região histórica da Transilvânia. A comuna possui uma área de 161.88 km² e sua população era de 1787 habitantes segundo o censo de 2007.